# La Blanchisseuse (Toulouse-Lautrec)
Pour les articles homonymes, voir La Blanchisseuse.
 (août 2014).
Si vous disposez d'ouvrages ou d'articles de référence ou si vous connaissez des sites web de qualité traitant du thème abordé ici, merci de compléter l'article en donnant les références utiles à sa vérifiabilité et en les liant à la section « Notes et références ».
La Blanchisseuse est un tableau peint en 1889 par Henri de Toulouse-Lautrec. Il mesure 93 sur 75 cm. Il est aux États-Unis dans une collection privée. Il représente Carmen Gaudin, qui fut un de ses modèles les plus récurrents. 